# 周艳
周艳（1972年12月—），浙江省舟山市人。女，汉族。1993年8月参加工作，1995年7月加入中国共产党。宁波师范学院物理系毕业。
曾任舟山东海职业专科学校团委副书记。1996年5月，任共青团舟山市委副书记。2001年，任共青团舟山市委书记。后任中共嵊泗县委副书记、纪委书记兼县委党校校长、副县长、代县长、县长、县委书记、县人大常委会主任等职。2011年2月，任共青团浙江省委副书记、党组副书记。2011年11月24日第十三届中国共青团浙江省委一次全会上，周艳当选为团省委书记。2012年，当选中国共产党第十八次全国代表大会代表。
2015年7月，任浙江省地质勘查局副局长。